# Liste der Nummer-eins-Hits in den Jukebox-Folk-Charts in den USA (1946)
Die Liste der Nummer-eins-Hits in den Jukebox-Folk-Charts in den USA (1946) basiert auf den von Billboard jede Woche 1946 ermittelten meist gespielten Titeln in bestimmten Lokalitäten der USA. Wöchentlich wurden die Daten „bei einer ausgewählten Gruppe von Jukeboxbetreibern, deren Standorte Folk Records erfordern,“ erhoben. 1946 gab es acht Nummer-eins-Singles.

## Liste
Die Liste erfasst in der Spalte Insges die Anzahl der Wochen, die der Titel insgesamt in dieser Hitparade stand.

| ← 1945 ← | Liste der Nummer-eins-Hits in den Jukebox-Folk-Charts in den USA | Liste der Nummer-eins-Hits in den Jukebox-Folk-Charts in den USA | Liste der Nummer-eins-Hits in den Jukebox-Folk-Charts in den USA | 1947 → |
| \| Zeitraum \| Wo. ges. \| Interpret \| Titel Autor(en) \| Zusätzliche Informationen \| \| (Zeitraum, Wochen auf Platz eins, Interpret, Titel, Autor[en], zusätzliche Informationen) \| \| \| \| \| \| ----------------------------------------------------------------------------------------- \| -------- \| -------------------------------- \| --------------------------------------------------------------- \| ------------------------------------------------------------------------------------------------------------------------------------------------------------------------------- \| \| 22. Dezember 1945 – 4. Januar 1946 2 Wochen (insgesamt 13) \| 13 \| Ernest Tubb \| It’s Been So Long, Darling Ernest Tubb \| - \| \| 5. Januar 1946 – 11. Januar 1946 1 Woche (insgesamt 12) \| 12 \| Bob Wills and His Texas Playboys \| Silver Dew on the Blue Grass Tonight Ed Burt \| - \| \| 12. Januar 1946 – 18. Januar 1946 1 Woche (insgesamt 13) \| 13 \| Ernest Tubb \| It’s Been So Long, Darling Ernest Tubb \| - \| \| 19. Januar 1946 – 25. Januar 1946 1 Woche (insgesamt 4) \| 4 \| Tex Ritter \| You Will Have to Pay Sarah Jane Cooper, Bonnie Dodd, Tex Ritter \| - \| \| 26. Januar 1946 – 15. Februar 1946 3 Wochen (insgesamt 23) \| 23 \| Dick Thomas \| Sioux City Sue Dick Thomas, Ray Freedman \| Dick Thomas (1915–2003), war als singender Cowboy, Songwriter, Musiker und Schauspieler bekannt; „Sioux City Blue“ war sein größter Hit und kam auch auf #16 der Pop-Charts.[2] \| \| 16. Februar 1946 – 31. Mai 1946 15 Wochen (insgesamt 29) \| 29 \| Al Dexter \| Guitar Polka \| - \| \| 1. Juni 1946 – 13. September 1946 15 Wochen (insgesamt 22) \| 22 \| Bob Wills & His Texas Playboys \| New Spanish Two Step Bob Wills \| Neuauflage seines Titels „Spanish Two Step“ von 1935 \| \| 14. September 1946 – 11. Oktober 1946 4 Wochen (insgesamt 9) \| 9 \| Al Dexter and His Troopers \| Wine, Woman and Song Al Dexter, Aubrey Gass \| - \| \| 12. Oktober 1946 – 18. Oktober 1946 1 Woche (insgesamt 7) \| 7 \| Merle Travis \| Divorce Me C. O. D. Travis - Stone \| - \| \| 19. Oktober 1946 – 25. Oktober 1946 1 Woche (insgesamt 13) \| 13 \| Al Dexter and His Troopers \| Wine, Woman and Song Al Dexter, Aubrey Gass \| - \| \| 26. Oktober 1946 – 17. Januar 1947 12 Wochen (insgesamt 21) \| 21 \| Merle Travis \| Divorce Me C. O. D. Travis - Stone \| - \| |                                                                  |                                                                  |                                                                  | |
| ← 1945 |                                                                  |                                                                  |                                                                  | → 1947 → |
| Zeitraum | Wo. ges.                                                         | Interpret                                                        | Titel Autor(en)                                                  | Zusätzliche Informationen |
| (Zeitraum, Wochen auf Platz eins, Interpret, Titel, Autor[en], zusätzliche Informationen) |                                                                  |                                                                  |                                                                  | |
| 22. Dezember 1945 – 4. Januar 1946 2 Wochen (insgesamt 13) | 13                                                               | Ernest Tubb                                                      | It’s Been So Long, Darling Ernest Tubb                           | - |
| 5. Januar 1946 – 11. Januar 1946 1 Woche (insgesamt 12) | 12                                                               | Bob Wills and His Texas Playboys                                 | Silver Dew on the Blue Grass Tonight Ed Burt                     | - |
| 12. Januar 1946 – 18. Januar 1946 1 Woche (insgesamt 13) | 13                                                               | Ernest Tubb                                                      | It’s Been So Long, Darling Ernest Tubb                           | - |
| 19. Januar 1946 – 25. Januar 1946 1 Woche (insgesamt 4) | 4                                                                | Tex Ritter                                                       | You Will Have to Pay Sarah Jane Cooper, Bonnie Dodd, Tex Ritter  | - |
| 26. Januar 1946 – 15. Februar 1946 3 Wochen (insgesamt 23) | 23                                                               | Dick Thomas                                                      | Sioux City Sue Dick Thomas, Ray Freedman                         | Dick Thomas (1915–2003), war als singender Cowboy, Songwriter, Musiker und Schauspieler bekannt; „Sioux City Blue“ war sein größter Hit und kam auch auf #16 der Pop-Charts. |
| 16. Februar 1946 – 31. Mai 1946 15 Wochen (insgesamt 29) | 29                                                               | Al Dexter                                                        | Guitar Polka                                                     | - |
| 1. Juni 1946 – 13. September 1946 15 Wochen (insgesamt 22) | 22                                                               | Bob Wills & His Texas Playboys                                   | New Spanish Two Step Bob Wills                                   | Neuauflage seines Titels „Spanish Two Step“ von 1935 |
| 14. September 1946 – 11. Oktober 1946 4 Wochen (insgesamt 9) | 9                                                                | Al Dexter and His Troopers                                       | Wine, Woman and Song Al Dexter, Aubrey Gass                      | - |
| 12. Oktober 1946 – 18. Oktober 1946 1 Woche (insgesamt 7) | 7                                                                | Merle Travis                                                     | Divorce Me C. O. D. Travis - Stone                               | - |
| 19. Oktober 1946 – 25. Oktober 1946 1 Woche (insgesamt 13) | 13                                                               | Al Dexter and His Troopers                                       | Wine, Woman and Song Al Dexter, Aubrey Gass                      | - |
| 26. Oktober 1946 – 17. Januar 1947 12 Wochen (insgesamt 21) | 21                                                               | Merle Travis                                                     | Divorce Me C. O. D. Travis - Stone                               | - |